# John Davies (zwemmer)
John Griffith Davies (Willoughby (Australië), 17 mei 1929 – Pasadena (Californië), 24 maart 2020) was een Australisch zwemmer.

## Biografie
Tijdens de Olympische Zomerspelen van 1948 eindigde Davies als vierde op de 200m schoolslag, ondanks dat zijn geklokte tijd 0,2 sneller was dan de Amerikaan Bob Shol. De jury was van mening dat Sohl eerder aantikte en negeerde de tijdswaarneming.
Vier jaar later won Davies in tijdens de Olympische Zomerspelen van Helsinki de gouden medaille op de 200m schoolslag. In 1952 was het toegestaan om de vlinderslag te gebruiken tijdens de schoolslag, elke finalist gebruikte de vlinderslag.
Na afloop van deze spelen emigreerde hij naar de Verenigde Staten waar hij rechter werd.
In 1984 werd Davies opgenomen in de International Swimming Hall of Fame.
1908: Fred Holman ·
1912: Walter Bathe ·
1920: Håkan Malmrot ·
1924: Bob Skelton ·
1928: Yoshiyuki Tsuruta ·
1932: Yoshiyuki Tsuruta ·
1936: Tetsuo Hamuro ·
1948: Joe Verdeur ·
1952: John Davies ·
1956:  Masaru Furukawa ·
1960: Bill Mulliken ·
1964: Ian O'Brien ·
1968: Felipe Muñoz ·
1972: John Hencken ·
1976: David Wilkie ·
1980: Robertas Žulpa ·
1984: Victor Davis ·
1988: József Szabó ·
1992: Mike Barrowman ·
1996: Norbert Rózsa ·
2000: Domenico Fioravanti ·
2004: Kosuke Kitajima ·
2008: Kosuke Kitajima ·
2012: Dániel Gyurta ·
2016: Dmitri Balandin ·
2020: Zac Stubblety-Cook ·
2024: Léon Marchand
- Gemeinsame Normdatei: 1207088110
- International Standard Name Identifier: 0000 0001 1991 5903
- Library of Congress Control Number: no2011074017
- Virtual International Authority File: 170932885